# Yall
Yall is een Catalaanse danceproject.

## Biografie
Yall bestaat uit de producenten Joan Sala en David Borras en de zangeres Gabriela Richardson. Hun eerste single Hundred Miles scoorde een toptiennotering in Spanje en Frankrijk. 

## Discografie
| Single met hitnotering(en) in de Vlaamse Ultratop 50 | Datum van verschijnen | Datum van binnenkomst | Hoogste positie | Aantal weken | Opmerkingen             |
| ---------------------------------------------------- | --------------------- | --------------------- | --------------- | ------------ | ----------------------- |
| Hundred Miles                                        | 2015                  | 27-02-2016            | 16              | 9            | met Gabriela Richardson |